# 海德薇希·艾蕾諾拉 (什勒斯維希-霍爾斯坦-戈托普)
什勒斯維希-霍爾斯坦-戈托普的海德薇希·艾蕾諾拉（德語：Hedwig Eleonora von Schleswig-Holstein-Gottorf，1636年10月23日—1715年11月24日），瑞典王后，1654年至1660年在位。，瑞典人為紀念她而蓋了海德維格·埃萊奧諾拉教堂。

## 家庭
1654年，海德薇希·艾蕾諾拉與瑞典國王卡爾十世·古斯塔夫結婚，兩人的獨子是日後的卡爾十一世。